# Blažej Baláž
Blažej Baláž (* 29. října 1958 Nevoľné) je slovenský malíř, grafik, tvůrce instalací, objektů, performancí a vysokoškolský pedagog. V letech 1973-1977 studoval na SUPŠ v Kremnici a v letech 1977–1983 studoval na Vysoké škole výtvarných umění v Bratislavě na oddělení grafiky u Oresta Dubaye a Vladimíra Gažoviče. Od roku 1994 působí také jako vysokoškolský pedagog na Trnavské univerzitě, v roce 1996 se habilitoval na docenta na Vysoké škole výtvarných umění v Bratislavě. Jedná se o zakládajícího člena sdružení Na východ od raja (1998). Žije v Trnavě, manžel malířky Márie Balážové.

## Tvorba
Jeho malířská a grafická tvorba se vyvíjí od abstraktních juvenilií 70. let přes figurativní neoexpresivní tvorbu 80. let, kterou završuje velkoformátovou grafikou Mechanický raj (1988-1990). Počátkem 90. let realizuje multiinstalace, ve kterých mění význam a funkčnost budov galerií zaplněním všech oken textilními látkami či rozstříhaným výtvarným časopisem (Postscriptum, 1993, Galéria M. A. Bazovského Trenčín, Postscriptum II, Galerie města Bratislavy a Dobrý deň, pani Kopplová, Galerie J. Koniarka v Trnave 1997). Realizuje několik akčních výstupů - akční umění - s ekologickým, politickým nebo socio-kulturním kontextem (Zákony rastu, Skarabeus, Artwart). Od roku 1988 využívá ve své tvorbě text, začátkem 90. let jsou to první "makarónské" texty (intertext, intratext) HBOBONJOUR, SVETLOVEC, POLETIKA. V posledních letech realizuje lingvistický výzkum v oblasti postkonceptuálního textu (simultánní text) v rozměrném cyklu Treptomachia. Paralelně vznikají od poloviny 90. let postminimalistické materiálové obrazy monochromní povahy (dvojitý monochrom - barva versus piliny z mincí, mák, zemina, odpad), cykly Pamäť a Mandaly.

## Samostatné výstavy
- 1987 - Mária Balážová – Blažej Baláž, Bratislava, Galerie SFVU - Michalská
- 1991 - Mária Balážová – Blažej Baláž / Kresba, grafika, Nitra, Galerie mladých
- 1992 - Blažej Baláž / 1 + 1 + 1 = 1, Trnava, Galerie J. Koniarka, Koppelov kaštieľ
- 1992 - Maľba, kresba, inštalácie, Banská Bystrica, Stredoslovenská galerie
- 1993 - Postscriptum / s M.Balážovou /, Trenčín, Galerie M. A. Bazovského
- 1993 - Postscriptum II, Bratislava, Galerie města Bratislavy, Mirbachov palác
- 1997 - Dobrý deň , pani Kopplová, Trnava, Galerie J. Koniarka, Koppelov kaštieľ
- 1999 - Zaprášená voda / 1992-1999 /, Banská Bystrica, Stredoslovenská galerie
- 2002 - Mária a Blažej Balážovi / Skrytý půvab malby, České Budějovice, Dům umění (CZ)
- 2003 - Geld macht Kunst, Trnava, Galerie J. Koniarka, Koppelov kaštieľ
- 2006 - Treptomachia.Sk, Brno, Galerie Kabinet (CZ)
- 2007 - Blažej Baláž – Texty 1988/2007, Košice, Východoslovenská galerie
- 2007 - Blažej Baláž – Texty 1988/2007, Žilina, Považská galerie
- 2009 - Blažej Baláž – POSEDLOST, Ostrava, Galerie Student (CZ)
- 2009 - Blažej Baláž – SUCHARATOLEST, Bratislava, Dom umenia
- 2009 - Blažej Baláž – WARTEZEIT, Wien, Slowakisches Institut (AT)
- 2011 - Blažej Baláž – Konceptuálne texty, Liptovský Mikuláš, Liptovská galerie P. M. Bohúňa
- 2011 - Mária Balážová, Blažej Baláž – Post-Geo-Text, Berlin, Slowakisches Institut, (D)
- 2012 - Blažej Baláž – EINEMU, Nitra, Nitrianska galerie
- 2013 - Blažej Baláž - Travestie, Martin, Turčianska galerie
- 2014 – Blažej Baláž: Private/Public, Nové Zámky, Galerie umění Ernesta Zmetáka
- 2015 – Blažej Baláž: When Activism Becomes Art, Banská Bystrica, Stredoslovenská galerie
- 2018 – Blažej Baláž: ghOstwriter, Banská Bystrica, Stredoslovenská galerie

## Kolektivní výstavy (výběr)
- 1987 - Salón mladých ’87, Bratislava
- 1988 - Mezinárodní bienále grafiky, Krakow, (PL)
- 1988 - Mladé slovenské umění, Bukarest (RO)
- 1989 - L’Europe des Graveurs, Grenoble (F)
- 1989 - 18th International Print Biennale, Ljubljana (YU)
- 1990 - Intergrafik 90, Berlin (D)
- 1990 - Drawing 1990, Provo (USA)
- 1991 - International Print Triennial, Krakow (PL)
- 1991 - The European Triennial Competition of Non-traditional Graphic, Praha (CZ)
- 1992 - 5. Trienále kresby. Wroclaw, (PL)
- 1992 - 10th Norwegian International Print Triennale, Fredrikstad (N)
- 1994 - International Print Triennial, Krakow (PL)
- 1994 - Intergrafia ’94 – World Award Winners Gallery, Katowice (PL)
- 1995 - Seitenwechsel , Heidelberg, Heidelberger Schlos (D)
- 1995 - 21st International Print Biennale, Ljubljana, Moderna Galerija (SL)
- 1995 - 12th International Biennale of Small Sculpture, Murska Sobota, Galerija Murska Sobota (SL)
- 1995 - Interactions II, Novara, Gallery UXA (I)
- 1996 - 10th Seoul International Print Biennale, Seoul, Il Min Cultural center (Korea)
- 1997 - International Print Triennial ’97, Cracow, Bunkier Sztuki (PL)
- 1997 - Picturale, Est, Strasbourg, Ľ Espace – Exposition de la CCI, Altkirch, CRAC Alsace (FR)
- 1998 - Postmoderna v umení 2. pol. 80. rokov, Banská Bystrica, Stredoslovenská galerie
- 1999 - 23rd International Biennial of Graphic Arts, Ljubljana, Moderna galerija (SL)
- 2001 - LIGHThouse, Žilina, Považská galerie umění
- 2001 - Umenie akcie 1989 - 2000, 1989-2000, Poprad, Tatranská galerie
- 2001 - Object / object, Prague, The Czech Museum of Fine Arts (CZ)
- 2002 - 2ème Biennale internationale ď estampe contemporain, Trois – Rivières, La Maison de la culture (Canada)
- 2002 - Nový koniec maľby, Trnava, Galerie Jána Koniarka
- 2005 - New Zlin Salon 2005 / Contemporary Czech and Slovak Fine Art, Zlín, House of Art (CZ)
- 2005 - Contemporary Slovak Painting 2000-2005, Prague, City Gallery (CZ)
- 2006 - Slovenská grafika 20. storočia, Banská Bystrica, Stredoslovenská galerie
- 2007 - Kvintakord, Prague, Gallery of the Slovak Institut (CZ)
- 2008 - Sociálna sonda v réžii Veroniky Rónaiovej, Brno, Galerie U Dobrého pastýře (CZ)
- 2009 - Intertext / From conceptual to postconceptual text, Galerie Jána Koniarka, Trnava
- 2010 - Formate der Transformation 89-09, MUSA - Museum auf Abruf, Vienna, (AT)
- 2010 - After Hours : Phase 2 / Artists from Slovakia, Santa Ana, Orange County Center for Contemporary Art, USA
- 2011 - 1st International Biennial of Drawing , Municipal Muzeum, Győr, (HU)
- 2011 - Sedmokrásky a klony, Slovenská národní galerie, Bratislava
- 2011 - ObraSKov, Wannieck Gallery, Brno, (CZ)
- 2012 - 5th International Drawing Competition Wroclaw 2012, Muzeum Architektury, Wroclaw, (PL)
- 2012 - Krv , Slovenská národní galerie, Bratislava
- 2014 - 9th International Biennial of Drawing Pilsen 2014, Plzeň, (CZ)
- 2015 – Close-Up, etc.Galerie, Praha (CZ)
- 2015 – Poe(Vi)zia, Bratislava, Galerie Médium
- 2015 – Here and Now, Műcsarnok, Budapest (HU)
- 2015 – XII International Graphic Art Biennale Dry Point, Uzice, Gradska galerija (RS)
- 2015 – Jiný pohled /Tvorba laureátů Bienále kresby Plzeň 1996 – 2014, Plzeň (CZ)
- 2015 – 5th International Drawing Triennial, Tallin Art Hall, Tallin (EE)
- 2016 – Osten Biennial of Drawing, Skopje (MK)
- 2016 – Spoločensky živí, Galerie SVU – Umelka, Bratislava
- 2018 – International Print Triennial Kraków 2018, Cracow, Międzynarodowe Triennale Grafiki w Krakowie, (PL)
- 2018 – Osten Biennial of Drawing, Skopje (MK)
- 2019 - International Drawing Biennale India 2018-19, New Delhi (India)
- 2019 - SIGNAL – The Story of (Post-) conceptual art in Slovakia, Budapest, Ludwig Museum (HU)

## Ocenění
- 1990 Award of Excellence, 6th International Miniature Print Biennale, Soul (Jižní Korea)
- 1995 Cena Masarykovy akademie umění, Praha
- 1996 Cena Ex Aequo, Současná slovenská grafika XIII., Banská Bystrica
- 2005 Cena města Banská Bystrica, Současná slovenská grafika 16, Banská Bystrica
- 2008 Cena města Trnava
- 2014 Cena Unie výtvarných umělců České republiky, 9. Mezinárodní bienále kresby Plzeň 2014
- 2016 Special Award by the Jury, Osten Biennial of Drawing 2016, Skopje (MK)

## Zastoupení ve sbírkách (výběr)
- Slovenská národní galerie, Bratislava
- Národní galerie v Praze, Praha
- Moravská galerie v Brně, Brno
- Galerie města Bratislavy, Bratislava
- Východoslovenská galerie, Košice
- Středoslovenská galerie, Banská Bystrica
- Galerie J. Koniarka, Trnava
- Galerie M. A. Bazovského, Trenčín
- Muzeum Archidiecezjalne, Katovice (PL)
- Cremona Civic Museum - Prints Cabinet, Cremona (I)
- Friske Museum, Leuwarden (N)

## Nejznámější díla
- Červený triptych (1986-1987)
- Mechanický raj (1988-1990)
- Nádych a výdych 1 (1991)
- Výkh/lad/ (1992)
- Postscriptum IV. (1993)
- Hexameter (1995)
- Artwart (1997) [1]
- Pamäť 2 (Nezaprášená malba) (1998)
- Mandala 4 /Čierna, (1997-2000) - (Sbírka Galerie J. Koniarka, Trnava) [2]
- Geld macht frei (2001)
- Makové pole (2001/2002)
- GODSAVEUS (2003) [3]
- WETRUSTIN (2004-2007)
- WARTERAUM (2007)
- WARTEZEIT (2007)
- TOTOJEZIVOTPRESVINE (2007)
- BESTEHLEN (2007/09) [4]